# Татищево (станция)
Тати́щево — железнодорожная станция Приволжской железной дороги на  
линии Ртищево — Саратов (линия электрифицирована). Расположена в районном посёлке Татищево Саратовской области. Через станцию осуществляются пассажирские перевозки на Москву, Астрахань, Санкт-Петербург, Балаково, Ташкент, Харьков, Астану, Киев, Могилёв, Нижний Новгород, Казань, Брест, Волгоград, Саратов; пригородние перевозки на Аткарск, Лопуховку, Ртищево, Анисовку, Саратов, Салтыковку, Князевку, Ивановский, Кологривовку.

## Деятельность
На станции осуществляются:
- продажа пассажирских билетов;
- приём и выдача багажа;
- приём и выдача повагонных и мелких отправок грузов (подъездные пути).[4]

## История
Открыта в 1871 году как станция Марииновка линии Тамбов — Саратов. В 1905 году была переименована в Татищево в честь известного государственного деятеля, астраханского губернатора, историка графа В. Н. Татищева. Были построены теперешнее здание вокзала и металлический железнодорожный мост. Вокруг станции строились дома, образовалось село Мещановка, впоследствии ставшая одной из улиц посёлка.

## Дальнее сообщение
| № поезда  | Маршрут движения               | № поезда  | Маршрут движения               |
| --------- | ------------------------------ | --------- | ------------------------------ |
| 5 "Лотос" | -                              | 6 "Лотос" | Москва — Астрахань             |
| 17        | Саратов — Москва               | 18        | Москва — Саратов               |
| 31        | Саратов — Москва               | 32        | Москва — Саратов               |
| 47        | Балаково — Москва              | 48        | Москва — Балаково              |
| 85        | Махачкала — Москва             | 86        | Москва — Махачкала             |
| 133       | Дербент — Москва               | 134       | Москва — Дербент               |
| 137       | Саратов — Москва               | 138       | Москва — Саратов               |
| 307       | Саратов — Барановичи           | 308       | Барановичи — Саратов           |
| 339       | Новороссийск — Нижний Новгород | 340       | Нижний Новгород — Новороссийск |